# Arazane
Arazane (en arabe : ارزان) est un village du Maroc situé dans la région de Souss-Massa. Il se trouve sur l'une des rives de l'oued Souss, à une distance de 30 km de la ville de Taroudant.